# IC 508
IC 508 је спирална галаксија у сазвјежђу Рак која се налази на листи објеката дубоког неба у Индекс каталогу.
Деклинација објекта је + 25° 7' 28" а ректасцензија 8h 28m 22,3s. Привидна величина (магнитуда) објекта IC 508 износи 14,0 а фотографска магнитуда 14,9. IC 508 је још познат и под ознакама MCG 4-20-63, CGCG 119-111, KUG 0825+252, PGC 23762.